# Enrogalia morigera
Enrogalia morigera là một loài ruồi trong họ Tachinidae.